# Guido Dumarey
Guido Dumarey (Knokke, 1959) is een Belgisch ondernemer en industrieel, oprichter en CEO van de Dumarey Group.

## Carrière
Dumarey werd in 1959 geboren te Knokke. Hij studeerde graduaat automechanica en begon zijn carrière in 1982 als vertegenwoordiger voor Michelin. Een jaar later nam Dumarey samen met zijn broer een failliet metaalbedrukkingsbedrijf over. Hij bleef investeren in ondernemingen in moeilijkheden en start-ups. In 1999 bracht hij ze onder de holding Punch naar de Brusselse beurs. In 2002 nam Dumarey digitale drukpersproducent Xeikon over en in 2006 de versnellingsbakkenfabriek ZF Sint-Truiden.
Tien jaar later tijdens de kredietcrisis werd de holding ontbonden. Een deel van de activiteiten werd ondergebracht in Dumarey's privéholding Creacorp. In 2013 nam hij de versnellingsbakkenfabriek van General Motors (GM) in Straatsburg over en hernoemde ze Punch Powerglide. Een jaar later trachtte Dumarey de persafdeling van Ford Genk over te nemen maar slaagde daar niet in. Andere belangrijke geslaagde overnames waren het Britse technologiebedrijf Flybrid Automotive in 2018, de onderzoeksafdeling van GM te Turijn in 2020 en de Italiaanse afdeling van de Duitse auto-onderdelenleverancier Vitesco Technologie in 2023.
In 2023 bracht Dumarey alles onder in de Dumarey Group. In 2024 richtte hij samen met zijn echtgenote de Stichting Administratiekantoor GML op om het vermogen van de familie in onder te brengen. Nog dat jaar trachtte hij het noodlijdende Van Hool uit Lier over te nemen maar slaagde daar niet in. In Italië doet Dumarey onderzoek naar verbrandingsmotoren op waterstof voor zware voertuigen zoals vrachtwagens. Hij is ook actief in de energiesector met Dumarey Green Power waarin hij de recuperatietechnologie van Flybrid Automotive en de tweedehandsbatterijenopslagtechnologie van het in 2024 overgenomen Nederlandse Time Shift combineert.
In 2025 toonde Dumarey interesse in de Aalsterse fabriek van het failliete Tupperware.
Dumarey is getrouwd en heeft drie kinderen.